# Opál
Az opál megszilárdult kovasavgél, kémiailag az oxidok-hidroxidok osztályába tartozó krisztobalit ásvány víztartalmú, gyengén kristályos változata. Elnevezése görög közvetítéssel (opaliosz) az óindiai upala (kő, drágakő) szóból származik.

## Egyéb tulajdonsága
Víztartalma 1 és 21% között változik, leggyakrabban 6-10%; a nemesopál részben rendezett szerkezete miatt a fényt színeire bontja, mely jelenséget opalizálásnak nevezik; a tejopált felépítő domének (ld. szerkezet) a kék fényt szórják legintenzívebben, ezért anyaga kékesfehér színű (opáleszcencia); különböző változatai UV-fény hatására más és más fényben fluoreszkálnak

## Szerkezete
Nanométeres átmérőjű krisztallitok építik fel, de anyagában – néhány 100 nm-es méretben jelentkező – másodlagos szerkezet is megfigyelhető, amely változatonként különböző alakú és méretű építőelemekből (doménekből) áll. Víztartalma adszorbeált vagy kapilláris kötésű, de intersticiális vizet is tartalmaz.

## Megjelenési formái, genetikája
Vaskos, fürtös, gumós formákban gyakori, de ismert bekérgezésként, átitatásként vagy eres-teléres formákban, valamint más ásványok helyén pszeudomorf kitöltésként is.
Hidrotermális folyamatok révén keletkezik, de biokémiai folyamatok terméke is lehet.

## Változatai

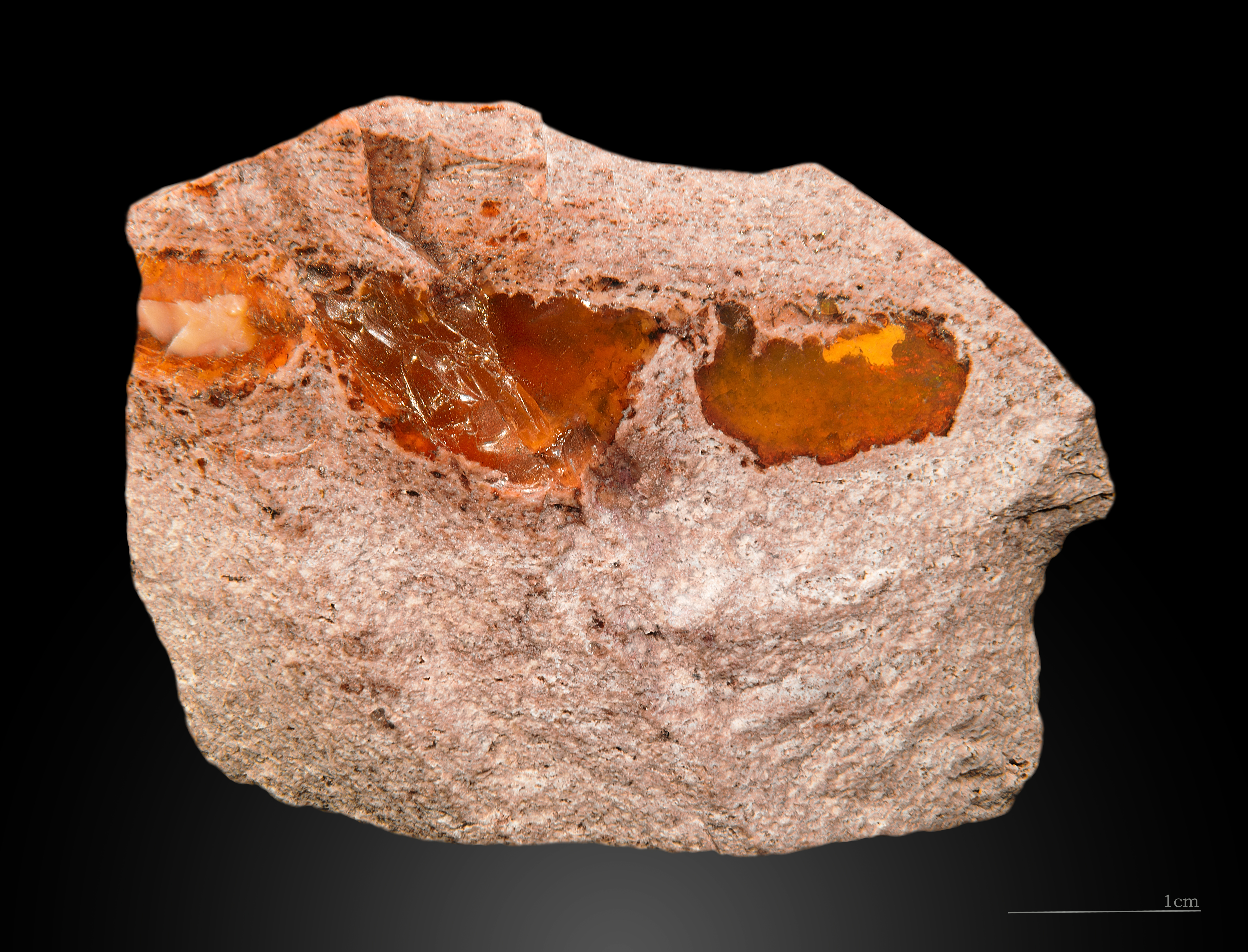
tűzopál

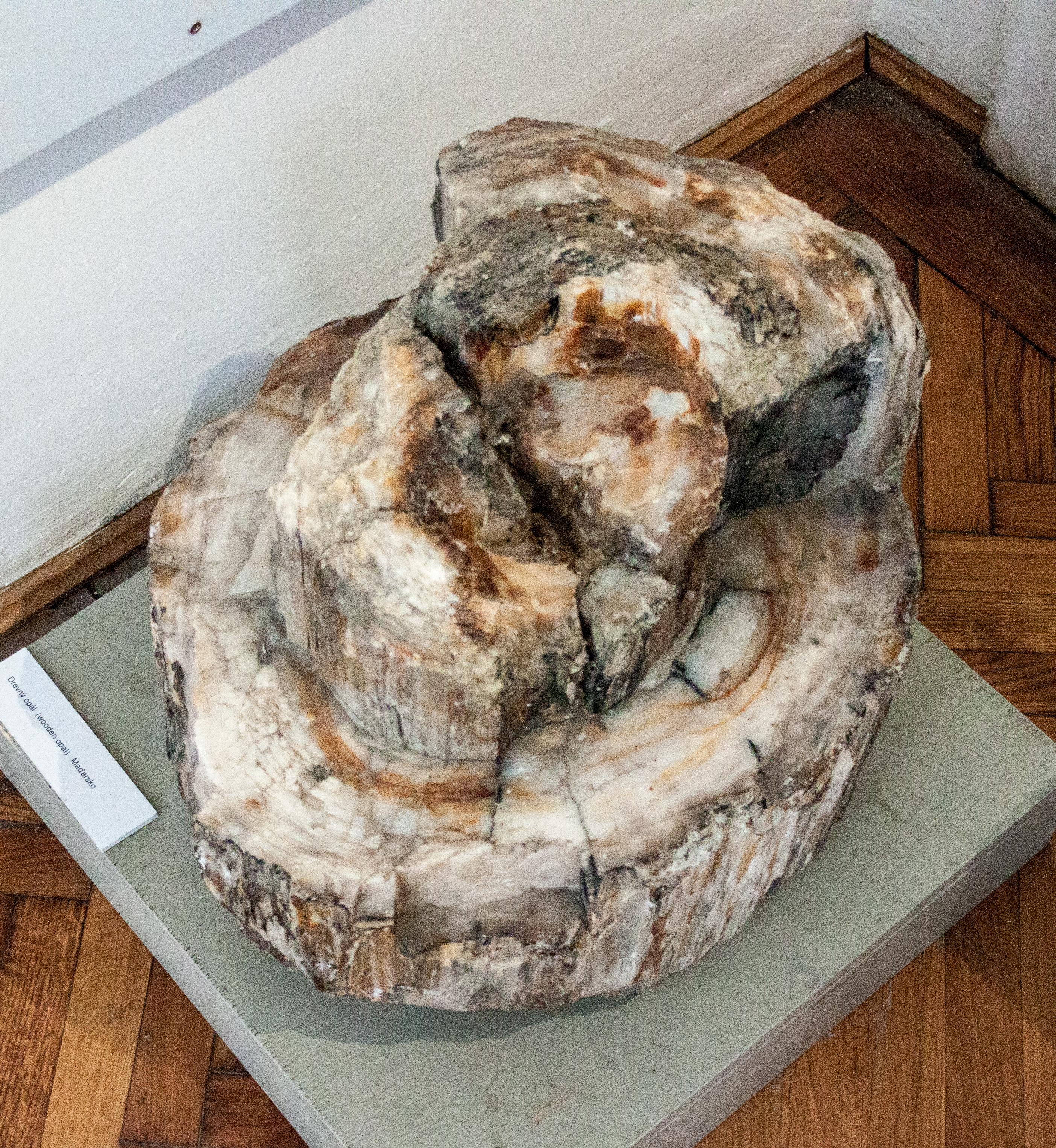
Faopál magyarországi lelőhelyről a kassai Kelet-szlovákiai Múzeumban

- nemesopál – opalizáló és opáleszcens, lehet fehér vagy fekete színű, keresett drágakő,
- tejopál – opáleszcens, tejfehér színű, áttetsző, gyakran kíséri a nemesopált,
- tűzopál – tűzvörös, drágakő, ritkán opalizál, ilyenkor girasol (napraforgó) a neve – hazánkban Telkibánya környékén (Tokaji-hegység) vulkáni tufában, külföldön Ausztráliában fordul elő,
- faopál – opállal átitatott fatörzs, melyben a növény szerkezete megörződik, szebb változatai szintén lehetnek drágakő minőségűek,
- viaszopál
- májopál
- hialit vagy üvegopál – üvegszerű, cseppköves-gömbös kifejlődésű anyag,
- hidrofán – vízvesztés folytán, repedezetté, átlátszatlanná vált opál.
- borostyánopál
- vízopál

## Rokon ásványfajok
- kalcedon

## Érdekességek
- 2006 novemberében Kisnánán különlegesen nagy, hárommázsás faopált találtak, melynek korát 15 millió évre becsülik. A leletet a Természettudományi Múzeumba szállították.[1]
- Az első jelentős opálbányát a világon az egykori Magyarországon, a Kassától 35 km-re eső Vörösvágás vagy Veresvágás (Červenica) melletti Dubníkban létesítették.[2] Jelenleg a szlovákiai opálbányák részét képezi.[3]
- A Föld egyik legnagyobb opálmezője az ausztráliai Coober Pedy városa mellett húzódik. A közel száz éve tartó bányászat során negyedmillió bányaüreget vájtak a környéken.
- A Mars Reconnaissance Orbiter (MRO) spektroszkópiai vizsgálatok alapján opált fedezett fel a Marson. A rétegek mintegy 2 milliárd évesek. Ezzel kitolták a víz jelenlétét a Mars középidőszakára.[4]